# Merrie

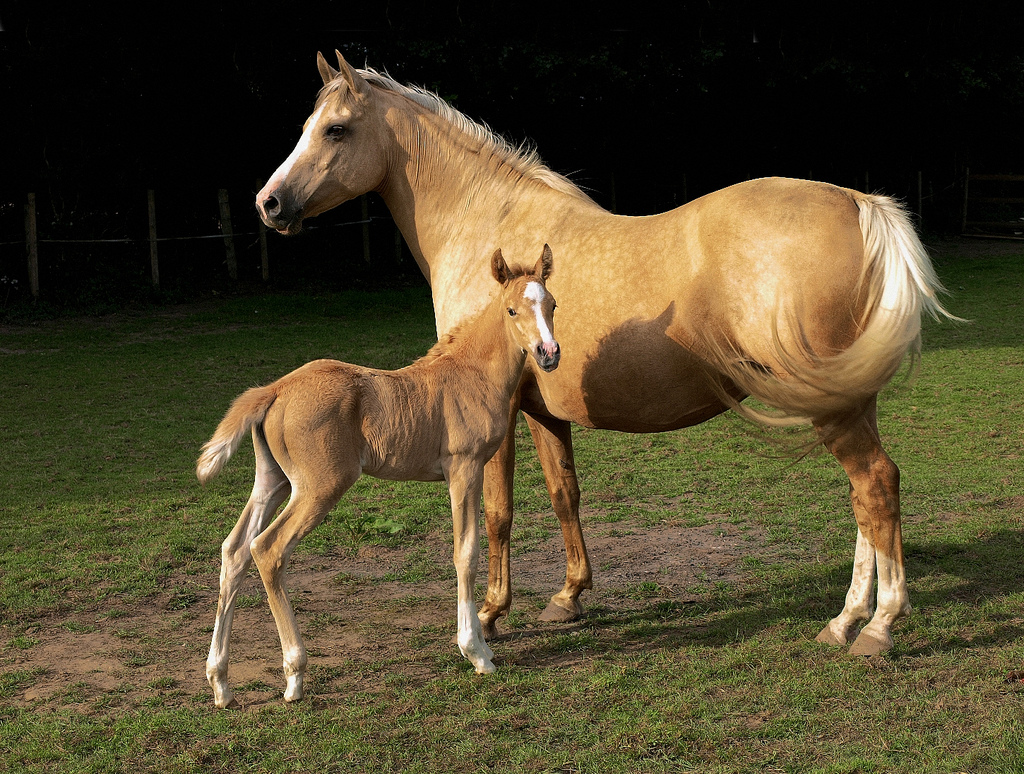
Merrie met veulen

Een merrie is een vrouwelijk paard of dier dat behoort tot de familie van de paardachtigen (Equidae).
Merries zijn meestal rechthoekiger en wat minder krachtig gebouwd dan hengsten. Ze zijn vaak ook rustiger en volgzamer hoewel er uitzonderingen zijn.
Een bronstige merrie is hengstig, wat optreedt in het voorjaar en in de zomer. De hengstigheid duurt 7 tot 15 dagen. Een bronstige merrie zal de hengst zelf benaderen. Haar urine ruikt anders en haar geslachtsdeel dat in de paardenwereld kling wordt genoemd, opent en sluit zich. Een merrie die nog niet paringsbereid is, zal de hengst fel van zich aftrappen, afslaan. Bij het laten dekken van een merrie worden daarom soms haar achterbenen vastgezet. Een merrie die klaar is om te paren slaat haar staart opzij. Haar hengstigheid eindigt met de bevruchting.
Vanaf ongeveer het tweede levensjaar kan een merrie veulens krijgen. De dracht duurt 11 maanden en het veulen wordt meestal 's nachts ter wereld gebracht. De merrie zoogt haar veulen ongeveer een jaar. Bijzonder is dat merries weer drachtig kunnen worden terwijl ze hun jong nog zogen. Dit komt bij zeer weinig dieren voor.
In kuddes wilde paarden geldt een strikte rangorde en het is niet alleen de leidende hengst die het voor het zeggen heeft. Oudere ervaren merries die al veulens hebben grootgebracht, spelen in de kudde een zeer belangrijke rol.